# Бивуак (муравьи)

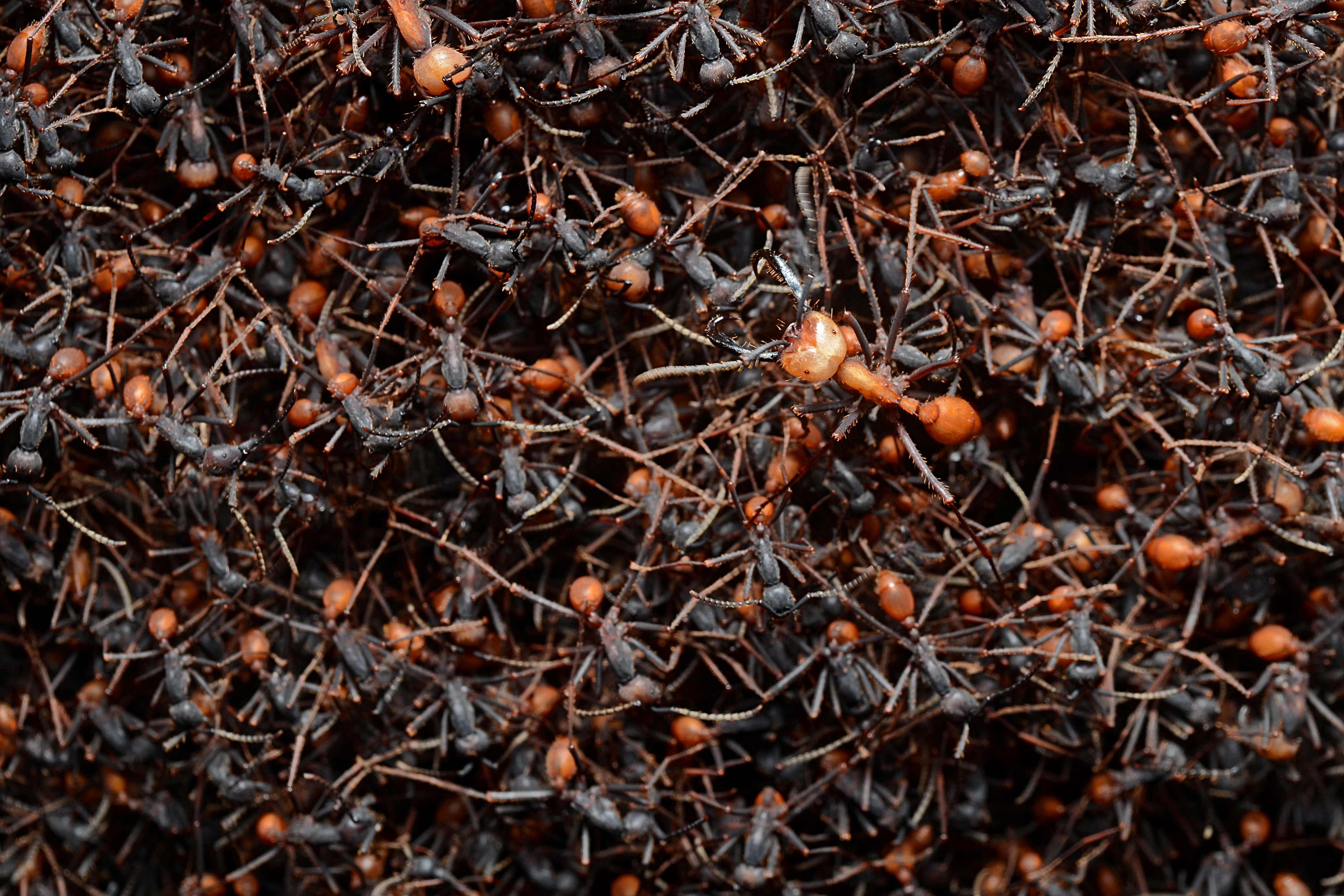
Бивуак кочевых муравьёв.

Бивуак в цикле развития кочевых муравьёв Eciton burchellii и их касты.

Бивуак (bivouac) — место временного расположения кочевых муравьёв из подсемейств Dorylinae и Ecitoninae, их временное гнездо в оседлую фазу развития. Живой муравейник составлен из живых тел рабочих муравьёв, защищающих собою матку и расплод, распадающийся впоследствии для дальнейшего передвижения.

## Описание
Кочевые муравьи не строят постоянных муравейников. У этих групп муравьёв оседлая и кочевая фазы чередуются — каждая из них длится по 2—3 недели. Их смена определяется репродуктивным циклом. Бивуак представляет собой живой муравейник (размером до одного метра), составленный из живых тел рабочих муравьёв, сцепленных друг с другом (от сотен тысяч до миллиона насекомых), защищающих собою матку и расплод. Располагается он около земли, между ветвями или листьями, в углублениях почвы, в полостях древесины. После остановки колонны муравьёв на бивуаке в яичниках царицы начинают образовываться яйца. За несколько дней в оседлой фазе на бивуаке она откладывает десятки и сотни тысяч яиц (до 300 000 яиц у эцитонов и дорилин), из которых к концу данной фазы вылупляются личинки, а затем вслед за ними из коконов предыдущего репродуктивного цикла выходят имаго. После чего колония активизирует ежедневную фуражировку и выдвигается в новую миграцию, продолжающуюся до тех пор, пока не будут выкормлены все личинки. Когда они переходят в стадию окукливания, движение колонны муравьёв замедляется, и она снова переходит к оседлой фазе бивуака.